# Lestoros inca
Lestoros inca é uma espécie de marsupial da família Caenolestidae. É a única espécie do gênero Lestoros. Pode ser encontrado no sudeste do Peru e extreme noroeste da Bolívia. Bublitz (1987) considerou o Lestoros gracilis como uma espécie distinta, entretanto, ela foi sinonimizada com a inca por Gardner (2005).